# Козлов Петро Кузьмич
Козлов Петро Кузьмич (нар. 15 жовтня 1863 — 26 вересня 1935) — російський, український, радянський географ, академік ВУАН (1927). Директор заповідника Асканія-Нова у часи Української Держави Гетьмана Павла Скоропадського.

## Біографія
Петро Козлов народився 15 жовтня 1863 р. в невеликому місті Духовщина Смоленської губернії в сім'ї небагатого прасола (торговця худобою). У 1887 р. закінчив військове училище.
Все його подальше життя змінила зустріч в 1881 р. з М. М. Пржевальським. Свою першу подорож Петро Козлов здійснив у складі четвертої експедиції Пржевальського в Центральну Азію. За своє життя Петро Кузьмич брав участь у шести експедиціях до Тибету і Монголії. Ним було вивчено багато районів Центральної Азії, відкрито стародавнє місто Хара-Хото, при розкопках якого знайдено понад 2 тис. рукописних книг.
Подорожуючи Монголією, Козлов звернув увагу на цікаву форму охорони природи — народну, яка існувала тоді в цій країні. У своїй статті «Монгольский заповедник Богдо-ула» він розповів про заповідну місцевость і добре збережений тваринний і рослинний світ гори Богдо-ула, що охороняється завдяки народним переказам монголів.
У 1886 р. з ним зустрічається творець приватного заповідника Асканія-Нова Фрідріх Фальц-Фейн і просить допомогти організувати упіймання в монгольських степах і доставку в його зоопарк коней Пржевальського. «Живий, енергійний, люблячий і розуміючий природу, Фальц-Фейн справив на мене чудове враження і раз назавжди привернув до себе: звичайно, я охоче пішов назустріч його підприємству». За допомогою свого знайомого, купця Ассанова, після кількох невдалих спроб, Козлову вдається зловити в степах диких конячок і неушкодженими доставити в Асканію. У цьому ж заповіднику вперше в світі від них був отриманий в неволі приплід. Так, завдяки дружбі двох людей коня Пржевальського було врятовано як вид. Влітку 1913 р. П. К. Козлов вперше приїздить до Асканії-Нова. Те, що він тут побачив, перевершило всі його сподівання. З цього часу він стає затятим захисником унікального заповідника. Він пише кілька наукових і науково-популярних книг про Асканію-Нова, допомагає Фальц-Фейну діставати екзотичні тварини і рослини.
28 лютого 1913 р. П. К. Козлова обирають в члени Постійної природоохоронної комісії при Російському географічному товариства. Навесні 1917 р. Фрідріх Фальц-Фейн покинув Асканію-Нова. Створилася реальна загроза її руйнування.
З ініціативи Академії Наук і Географічного товариства в Асканію-Нова в 1917 р. був відряджений, як комісар, автор цих рядків, і ось яким чином доля на цілі півтора року закинула нас — мене і дружину — в Таврійські степи. Життя в Асканії-Нова залишила в душі незгладимий слід. Все те важке і хворе, що було пережито разом з нею, так само як все прекрасне, світле, радісне, чим вона обдарувало нас в хвилини затишшя, створило між нами і нею якусь міцний, невидимий зв'язок, схожий на глибоку прихильність, яка звичайно відчувається лише по відношенню до живої істоти, близької та рідної по духу 
8 декабря 1917 Таврический губернский комиссариат № 11539

УДОСТОВЕРЕНИЕ

Дано сие почетному члену Российской Академии наук, Географического общества и Природоохранной комиссии, ученому-путешественнику по Азии генерал-майору Петру Кузьмичу Козлову в том, что он командируется в имения Фальц-Фейнов — Асканию-Нова, Доренбург и Преображенку, Днепровского уезда в целях принятия мер к охране зоопарка и заповедного участка степи.
Считая чрезвычайно важным сохранение таких ценных памятников природы в интересах Российского государства, прошу все учреждения и лица оказывать генерал-майору Козлову полное содействие в исполнении возложенных на него задач. 

Губернский комиссар Богданов"
.
Крім цього посвідчення, в кінці листопада — початку грудня 1917 р. на охорону Асканії-Нова П. К. Козлов отримав мандат від Російського Географічного товариства, Російської Академії наук, Постійної природоохоронної комісії при Російському Географічному товаристві, Таврійського губернського земельного комітету, Київського обласного природоохоронного комітету.
Петру і Єлизаветі Козловим, з вірними друзями-асканійцамі К. Сіянком, Г. Рібергером, С. Філоненком, Ю. Ігумовою, Г. Науменком довелося деколи ризикувати і власним життям заради порятунку унікального заповідника і зоопарку.
Важкі випробування випали на долю Петра Кузьмича і його товаришів. Починаючи з 1918 р. Асканія, розташована в 35 кілометрах від Перекопу, стала ареною кровопролитних боїв. Білі загони змінювали червоні, махновці. П'яні солдати прямо в загонах влаштовували полювання на екзотичних тварин, знищували і грабували обладнання лабораторій, колекції бібліотеки і музею. Самого Козлова двічі намагалися розстріляти (один раз — білі, іншого разу — червоні), дивом уникнувши смерті, він продовжував керувати Асканією.
Вальдемар Фальц-Фейн згадував, як під час чергового погрому Асканії червоними бійцями, Козлов знепритомнів. «… Червоні насміхалися над генералом, що лежав без свідомості, плювали йому в обличчя, але потім дали йому спокій і зайнялися грабунком і допитами службовців».

На початку жовтня 1918 р. Петро Кузьмич шле листа в уряд Скоропадського міністру народної освіти України з проханням надати допомогу Асканії-Нова: 
|  | … надалі до настання в Росії порядку і правильного громадського та наукового життя, я дозволяю собі звернутися до Вас, г. Міністр, з шанобливим проханням надати законне сприяння в наступному: 1. Прийняти мене під моральне заступництво Української Академії наук, що народжується, забезпечивши відповідним посвідченням або відкритим листом (докладаю для ознайомлення три посвідчення Петрограда); 2. Дарувати Асканії-Нова право мати за рахунок економічних засобів варту в 15-20 чоловік, на чолі (з начальником) шляхом добровільного найму. 3. Відпустити для Асканії-Нова (хоча б під мою відповідальність) 20 гвинтівок, 20 револьверів нагана і 20 шабель. |

Міністр і Академія наук України вирішили надати допомогу заповіднику, однак незабаром у Києві утвердилася інша влада …

20 березня 1919 р. Козлов шле телеграму Леніну: 
|  | П'ятнадцять місяців виконуючи доручення Російської академії наук збереження знаменитого парку Асканія-Нова, хоча їхав сюди на менший термін, прошу дозволу прибути до Москви особисто доповісти про Асканію … |

.
На телеграмі рукою Леніна написано «Горбунову» (зав. науково-технічним відділом ВРНГ РРФСР). Н. П. Горбунов направив термінові телеграми голові Раднаркому України X. Раковському. Одна з них свідчила: "Прошу прийняти самі екстрені заходи охорони зоопарку Асканія-Нова, який представляє величезну наукову цінність. Весною 1918 р. охорона була доручена Леніним на моє прохання мандрівникові Козлову. Паралельно свої телеграми про необхідність прийняття термінових заходів з охорони Асканії Козлов шле до Харкова, а потім до Києва — предсовнаркому України Х. Раковському.
Завдяки їм 1 квітня 1919 р. уряд більшовицької України приймає перший природоохоронний декрет «Про оголошення колишнього маєтку Фальц-Фейна» Асканія-Нова «народним заповідним парком». Про цю тривожну пору Козлов пише статті, які публікуються в «Природі», «Віснику знання», інших журналах. Активну участь бере П. К. Козлов у роботі Державного комітету з охорони пам'яток природи при Наркомосі РРФСР. З природоохоронних питань в грудні 1920 р. він відряджений до Сибіру, потім на південь Росії для створення нових заповідників, спільно з А. П. і В. П. Семеновими-Тян-Шанськими, С. О. Бутурліним і Н. М. Кулагіним бере участь у розробці проекту мережі майбутніх заповідників РРФСР.
Двічі, за завданням Державного комітету з охорони пам'яток природи, в 1921 і 1927 рр. він знов їде до Асканії, щоб намітити заходи щодо поліпшення її охорони та наукової роботи, бере участь у спеціальних засіданнях Наркомзему УРСР з цього приводу.
Головним принципом майбутнього благополуччя і процвітання Асканії-Нова П. К. Козлов вважав повне роз'єднання заповідника та сільськогосподарської частини, з підпорядкуванням заповідника Академії наук СРСР. Його пропозиція була гаряче підтримана іншими видатними вченими, піонерами охорони природи В. І. Талієвим і Д. М. Росинським.
«Треба пам'ятати, що Асканія-Нова не є надбання тільки України або навіть Росії, — Асканія-Нова є надбання всього культурного Сходу, Заходу та Америки», — ці слова П. Козлова актуальні і зараз. Необхідно також відзначити, що П. К. Козлов, напевно, єдиний автор, який опублікував у радянській пресі в 1921 р. статтю, де з усією відвертістю описує знищення унікальних асканійських тварин не тільки білими, але і червоними.
«Протягом березня місяця червоногвардійцями знищені: пара чорних лебедів, єгипетська гуска, пара сірих гусей … У жовтні через Асканію-Нова проходила перша Конармія Будьоного і 44 бригада 15 дивізії. Результатом цього проходу військ стало: смерть п'яти страусів нанду, що вбилися під час втечі, трупи з вогнепальними ранами — оленя-аксиса, самця лані білої, трьох болотних журавлів, знайдені з відрубаними головами і одного манчжурського журавля». Більше подібних матеріалів, які з такою негативного боку показують дії червоних, аж до 1990 р., не з'являлося в радянській пресі.
В час сталінізму Козлов організував у 1923—1926 рр. ще одну експедицію в центральну частину Монголії.
3 травня 1927 року П. К. Козлов був обраний Спільним зібранням ВУАН позаштатним академіком ВУАН (1927) та керівником позаштатної кафедри географії ВУАН, почесним членом географічних товариств — російського, голландського, угорського, нагороджений золотими медалями географічних товариств ряду країн.
У 1931—1933 рр. Петро Кузьмич брав активну участь в організації експедицій українських науковців у Тянь-Шань, але за станом здоров'я не зміг вирушити з ними.
Влітку 1935 р. його помістили в санаторій під Ленінградом, де він помер 26 вересня.

## Праці
- Козлов П. К. Правда о дикой лошади Пржевальского // Землеведение. — 1913. — Кн. III.
- Козлов П. К. Аскания-Нова в ее прошлом и настоящем. — Спб., 1914.
- Козлов П. К. Аскания-Нова в ее прошлом и настоящем // Рус. старина. — 1914. — № 158. — С. 351—371; № 159. — С. 19-38.
- Козлов П. К. Николай Михаилович Пржевальский и лошадь его имени. — Спб., 1914.
- Козлов П.K. 1915. Аскания-Нова (Чапли). Первые опыта акклиматизации животных в России. — Спб., 1915. −43 стр.
- Козлов П. К. Современное положение зоопарка Аскания-Нова // Природа. — 1919. — № 10-12, стр. 407—482.
- Козлов П. К. Аскания-Нова // Наука и ее работники. — 1921. — № 6.
- Козлов П. К. Монгольский заповедник Богдо-ула // Изв. Русск. Географ. Об-ва. — 1924. — Т. 56, вып. 1.
- Козлов П. К. Государственный заповедник Аскания-Нова // Науч. работник. — 1928. — № 1.
- Козлов П. К. Государственный заповедник Аскания-Нова // Вестник знания. — 1928. — № 15, 17.
- Козлов П. К. Монголия и Кам. — М., 1948.
- Козлов П. К. Русский путешественник в Центральной Азии. (Избр. тр.). — М.: Географиздат, 1963.
- Козлов П. К. История Ангальтской колонии в южной России и разведение мериносов. Газета "Новое Время", № 13448, от 20/V1II 1913 г.
- Козлов П. К. Аскания-Нова и ее современное положение. "Мозаика", № 3, сборник, издаваемый учениками VIII класса фимской мужской гимназии, стр. 37--50, Уфа, 1913 г.
- Козлов П. К. В южно-русских степях. Газета "Русские Ведомости", 136, от 14/VI 1915 г.
- Козлов П. К. Правда о дикой лошади Пржевальского. "Новое Время", 21-VII 1913, стр. 3 и журнал "Землеведение", 1913.
- Козлов, П. К. Аскания - Нова в ее прошлом и настоящем. "Русская Старина", июль 1914, стр. 19.
- Козлов П. К. Аскания - Нова. Первые опыты акклиматизации животных в России. "Постоянная комиссия народных чтений при Министерстве Народного Просвещени". № 309, 1915.
- Козлов П. Про сучасний стан заповідника Чаплі // Вісник природознавства, 1927. №3-4. с. 208-209

## Галерея

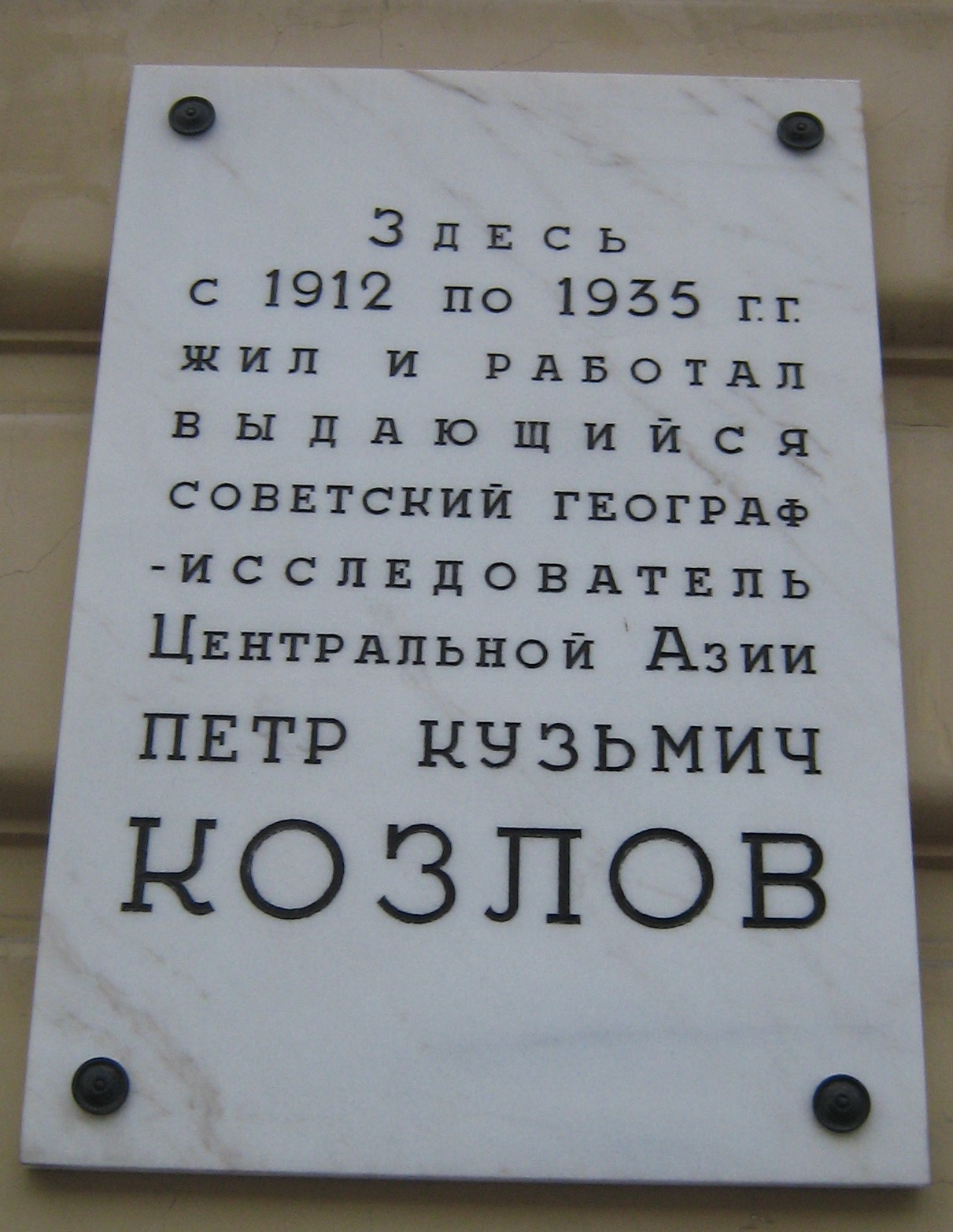
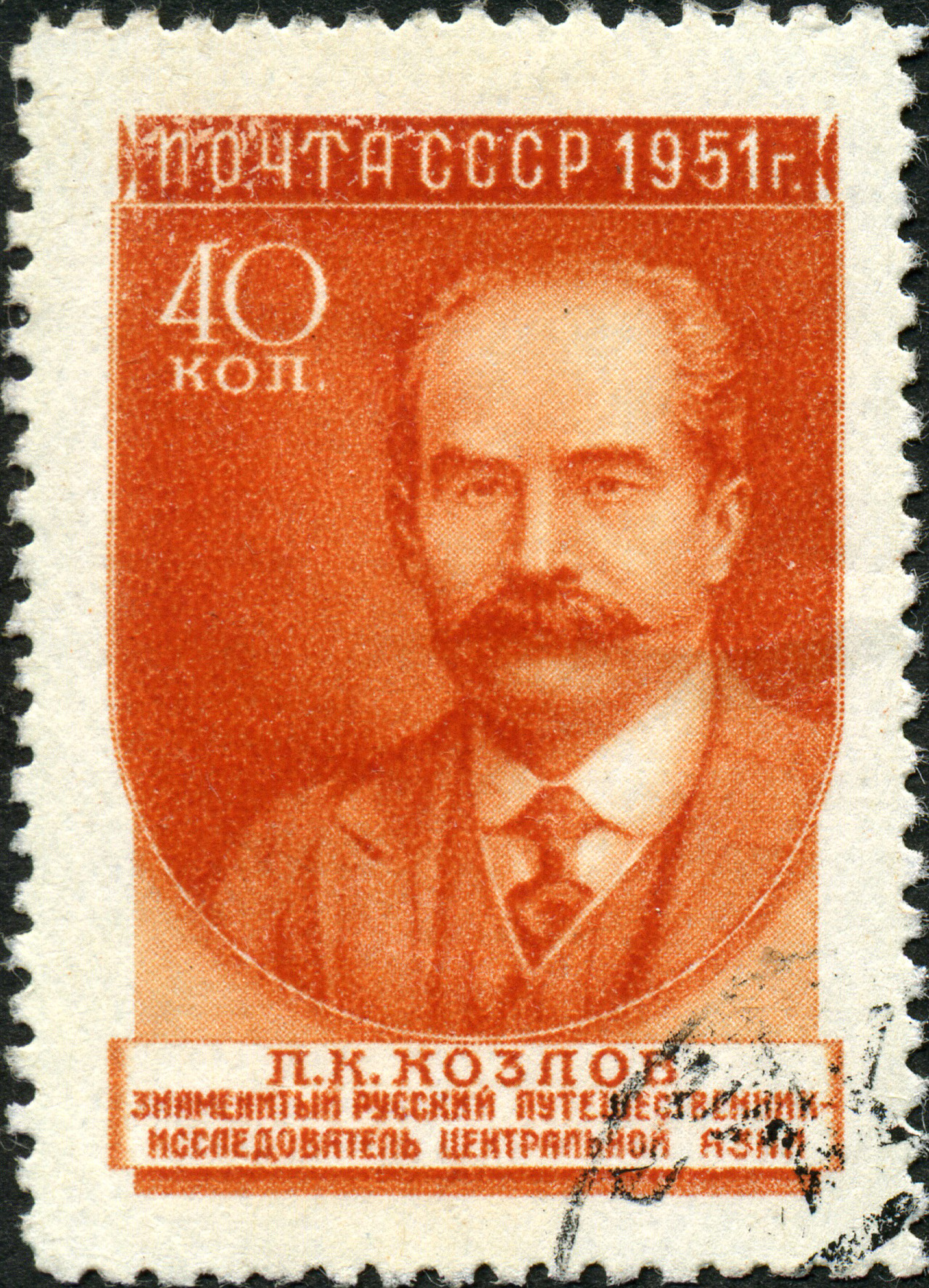
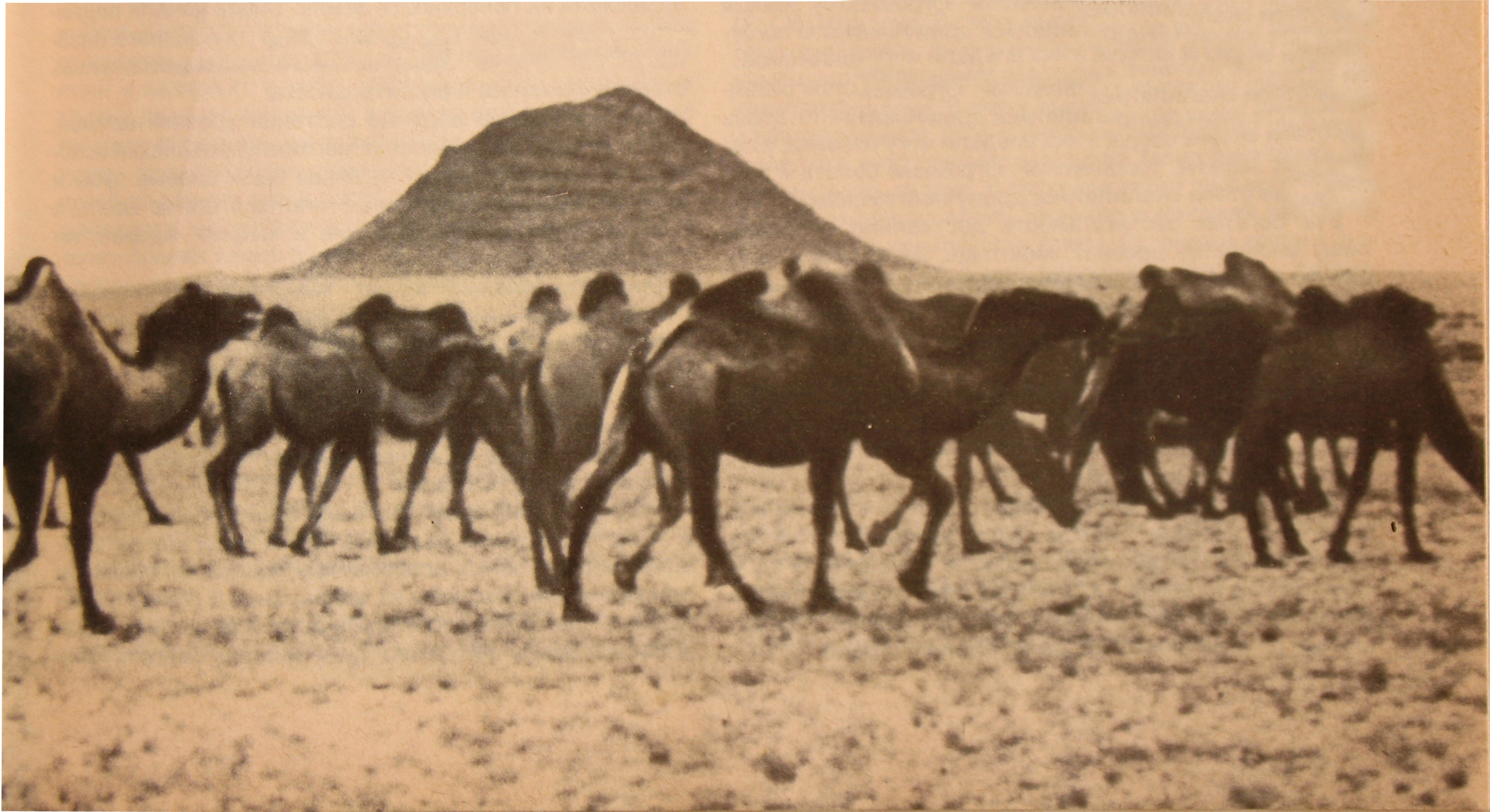
Курган Ноїн-Уль, Монголія
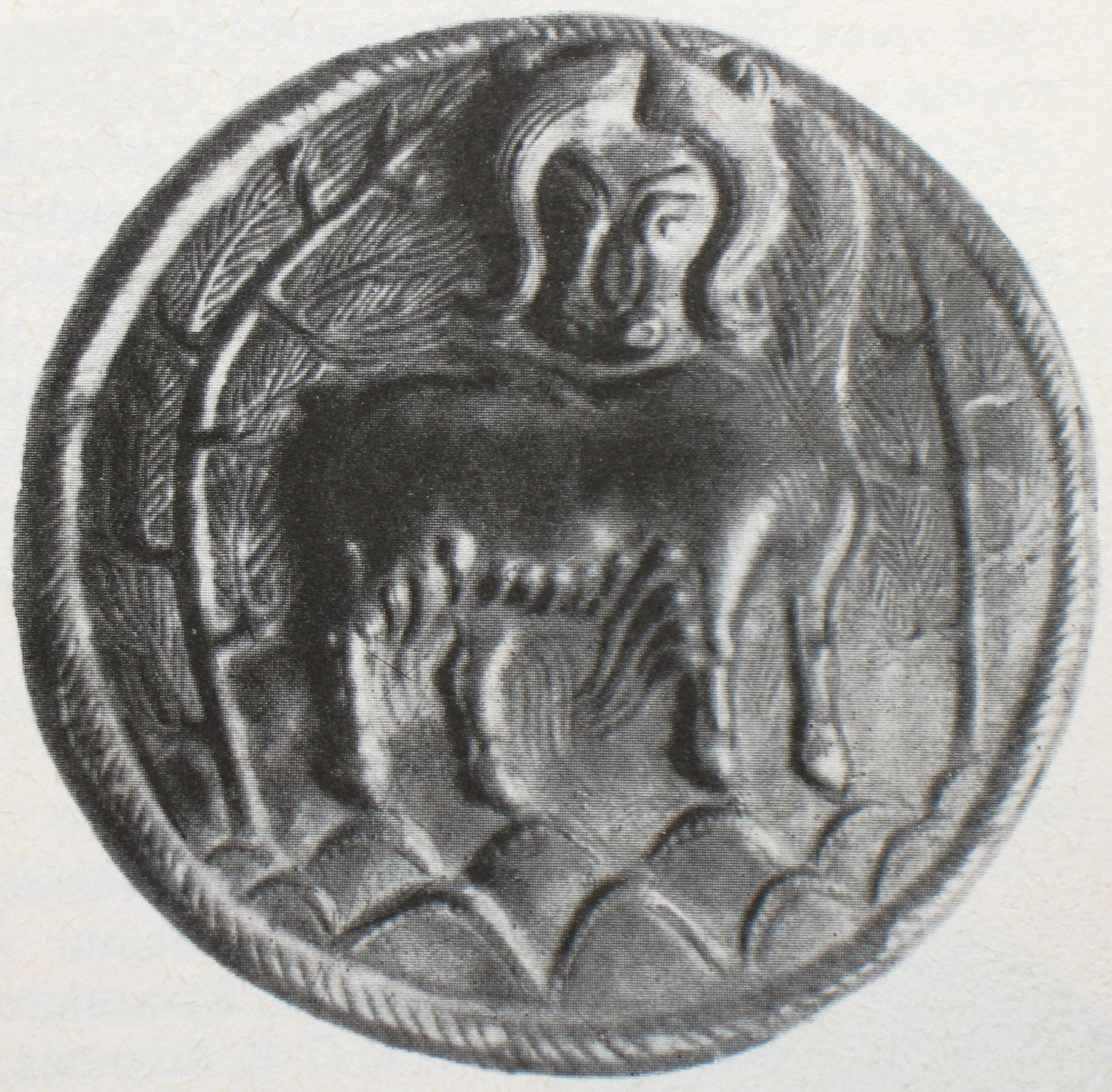
Ноїн-Ульська знахідка